# Musiques écrites dans toutes les tonalités majeures et/ou mineures
 (avril 2020).
 (avril 2020).
- Si vous ne connaissez pas le sujet, laissez ce bandeau (vous pouvez alors contacter les auteurs).
- Si vous supprimez le contenu mis en cause (vous pouvez préalablement contacter les auteurs),

argumentez précisément cette suppression dans la page de discussion
(un manque de référence n'est pas un argument ; une recherche réelle de référence doit avoir été effectuée, être formellement documentée).
Il y a une longue tradition dans la musique classique consistant à composer des séries de pièces couvrant toutes les tonalités, majeures et mineures, de la gamme chromatique[Interprétation personnelle ?]
Généralement, ces séries consistent en 24 pièces différentes, une pour chaque tonalité, et qui peuvent comprendre toutes les variantes enharmoniques, (dans ce cas, 30 pièces)[réf. nécessaire]

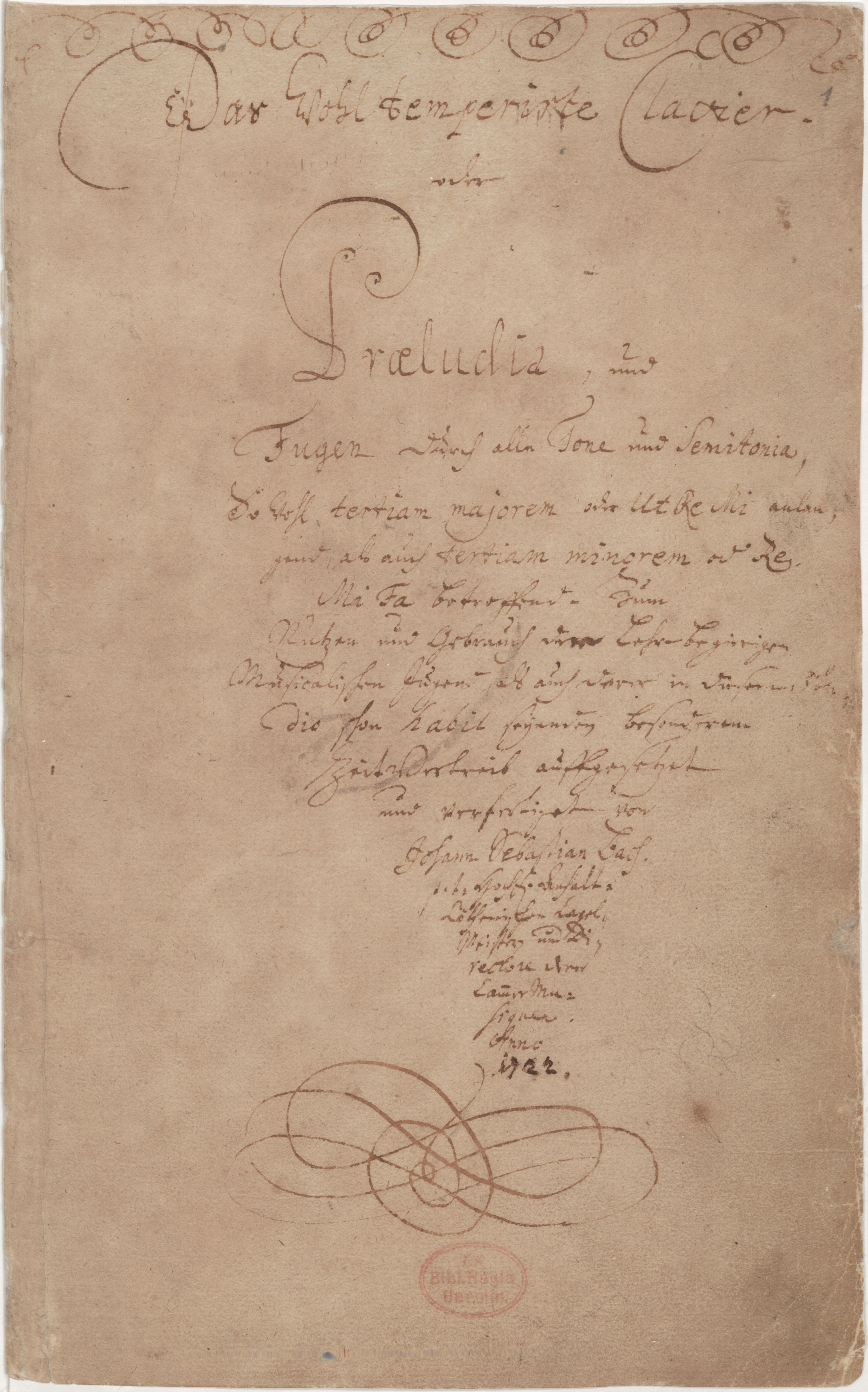
Première page du premier livre du Clavier bien tempéré de JS Bach, qui couvre les 24 tonalités.

Les exemples les plus célèbres du répertoire sont  sans doute le clavier bien tempéré de Jean Sébastien Bach, et les 24 préludes, op 28 de Frédéric Chopin. On remarque que ces pièces s'organisent souvent comme une succession de préludes et fugues, ou, dans le cas de Chopin et dans la musique romantique, désignées comme des préludes ou des études[Interprétation personnelle ?]
Certains compositeurs ont restreint leurs séries en s'attardant uniquement sur les douze tonalités majeures, ou mineures, ou encore seulement sur les tonalités à bémol (douze études d'exécution transcendante de Franz Liszt) ou à dièses  (Sergei Lyapounov, Op. 11 )  
L'ordre de succession des pièces peuvent avoir une logique de modulation chromatique, comme dans le clavier bien tempéré qui module au ton relatif mineur, puis par demi-ton supérieur[réf. souhaitée], ou bien par logique de chute de quintes, c'est le cas des préludes de Chopin[réf. souhaitée]. 
Il existe aussi des pièces uniques qui parcourent à elle seules toutes les tonalités, c'est le cas des deux préludes Op.39 de Beethoven et dans les douze tons majeurs[réf. nécessaire].
La plupart des œuvres de ce type ont été écrites pour piano solo, mais il en existe aussi pour piano à quatre mains, pour deux pianos, orgue, guitare, deux guitares, hautbois, violon solo, violon et piano, violoncelle solo, violoncelle et piano, quatuor à cordes[réf. souhaitée]. 
Il subsiste des cas d’œuvres prévues pour toutes les tonalités, qui sont restées incomplètes pour une raison ou une autre[Interprétation personnelle ?](les quatuors à cordes de Chostakovitch, l'organiste de César Franck.)

## Pièces couvrant les 24 tonalités

### Œuvres les plus connues
- Jean-Sébastien Bach : Le Clavier bien tempéré, Livres I et II (1722 et 1742) - deux cahiers distincts de 24 préludes et fugues, ensemble appelé les 48.
- Frédéric Chopin : 24 Préludes, op. 28 (1835-1839)
- Franz Liszt : Douze études d'exécution transcendante (1826–52) - couvrent uniquement les tons naturels et avec armures de bémols. Liszt avait initialement prévu d'écrire 24 études mais a apparemment abandonné le projet. En 1897–1905, Sergei Lyapunov  écrit ses 12 Études d'exécution transcendante, op. 11, qui couvre les tonalités restantes et complètent l'œuvre de Liszt, à sa mémoire.
- Charles-Valentin Alkan : 25 préludes, op. 31 (1847) - 24 études dans toutes les tonalités majeures et mineures, op. 35 et 39 (1848 et 1857)
- Alexandre Scriabine : 24 Préludes, op. 11 (1893–95) - Tout compte fait, Scriabine a écrit un total de 90 préludes pour piano (50 en tonalités majeures, 31 en tonalités mineures et 9 en tons indéterminées). Ceux-ci ne contiennent qu'un seul cycle complet de préludes dans les 24 tons majeurs et mineurs, mais il semble en avoir commencé un autre, resté incomplet.
- Sergueï Rachmaninov : 24 Préludes, Op. 3/2, 23 et 32 (1892, 1901-2003 et 1910)
- Paul Hindemith : Ludus Tonalis (1942) - douze tons.
- Dmitri Chostakovitch : 24 préludes et fugues, op. 87 (1950-51) - Chostakovitch a également écrit un cycle distinct de 24 préludes, op. 34 en 1933.

### Compositeurs qui ont écrit plusieurs cycles

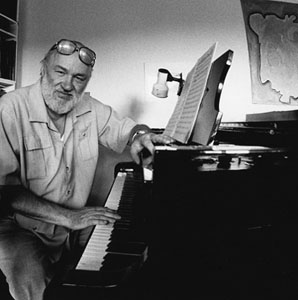
Niels Viggo Bentzon, qui a écrit 14 cycles complets de 24 Préludes et Fugues.

Un certain nombre de compositeurs ne se sont pas contentés d'un seul ensemble d'œuvres couvrant toutes les tonalités de la gamme chromatique. Niels Viggo Bentzon a notamment écrit pas moins de 14 séries complètes de 24 Préludes et Fugues, un total de 336 pièces dans ce seul genre,. Parmi ceux qui ont écrit plus d'un ensemble, citons : 
- Charles-Valentin Alkan : 25 préludes
- Lera Auerbach : 24 Préludes (piano); 24 Préludes (violon et piano); 24 Préludes (violoncelle et piano)
- Johann Sebastian Bach : Le Clavier bien tempéré, Livres I et II (1722 et 1742) - Bien que vingt ans les séparent, ils sont généralement considérés comme une seule œuvre et surnommées les 48.
- David Cope : 48 préludes et fugues
- Carl Czerny : au moins trois cycles, exercices de piano (Op. 152, 380) et 24 préludes et fugues
- Johann Nepomuk Hummel : 24 préludes; 24 Études
- Friedrich Kalkbrenner : 24 Études; 24 préludes
- Nikolaï Kapoustine : 24 préludes dans un style jazz ; 24 Préludes et Fugues
- Joseph Christoph Kessler : 24 études; 24 préludes
- Craig Sellar Lang : Deux livres de 24 préludes et fugues
- Trygve Madsen : 24 préludes op. 20; 24 Préludes et fugues op. 101
- Jaan Rääts : 24 Marginalia ; 24 préludes estoniens
- Igor Rekhin (né en 1941 à Tambov, Russie): 24 préludes et fugues pour guitare; 24 Caprices pour violoncelle solo
- Josef Rheinberger : 24 Fughettas, op. 123 [3] - Il avait également l'intention de composer 24 sonates pour orgue, mais est décédé avant d'avoir achevé la vingtième.
- Johann Christian Heinrich Rinck : 30 préludes; Exercices dans tous les tons.
- Dmitri Chostakovitch : 24 préludes, op. 34 ; 24 Préludes et fugues, op. 87 - a également entrepris d'écrire 24 quatuors à cordes tous dans des tonalités différentes, mais n'en a terminé que 15.
- Charles Villiers Stanford : 2 séries de 24 préludes, op. 163, 179
- Louis Vierne : 24 Pièces en style libre ; 24 Pièces de fantaisie
- Vsevolod Zaderatski : 24 préludes; 24 Préludes et Fugues (écrits en prison, sans piano, sur formulaires télégraphiques)

## Variantes

### Pièces uniques qui modulent dans beaucoup de tonalités
Ludwig van Beethoven a écrit 2 préludes couvrant les 12 tonalités majeures, op. 39 pour piano (1789). Dans le premier prélude, chaque ton occupe de 2 à 26 mesures. Les tons de Do# et Réb, équivalents enharmoniques, sont tous deux représentées indépendamment. Cependant, il n'y a aucune preuve permettant de dire que Beethoven avait L'objectif de couvrir tous les tons. 
Giovanni Battista Vitali (1632-1692) a inclus dans Artificii musicali, op. 13 (1689) une passacaille qui module à travers huit tons majeurs (sur douze) de Mib majeur à mi majeur par le cycle des quintes. 
La huitième fugue des Trente six Fugues pour le piano-forte de Antoine Reicha, module dans tous les tons. 
Le thème du rondo du Bœuf sur le toit de Darius Milhaud est présent quinze fois, transposé sur les 12 tonalités principales (deux fois en la majeur et trois fois dans la tonique en do majeur).

### Œuvres sur les huit modes grégoriens
Vers 1704, Johann Pachelbel termine ses 95 Fugues sur le magnificat, couvrant les huit modes grégoriens. Charles-Valentin Alkan compose Petits préludes sur les huit gammes du plain-chant, pour orgue (1859, sans numéro d'opus), un cycle de huit préludes d'orgues.    

### Autres ensembles de 24 pièces
Tous les ensembles de 24 pièces n'appartiennent pas à cette catégorie. On peut considérer que le chiffre de 24, par l'autorité et l'influence de Bach, puis de Chopin, marque les compositeurs qui y voient une sorte de symbole important (comme la neuvième symphonie) Par exemple, il n'y avait aucune intention dans les 24 Caprices pour violon seul de Niccolò Paganini, les 24 Préludes pour piano de Claude Debussy, ou les 24 Caprices de Pavel Zemek Novak. de couvrir toutes les tonalités.   
les 24 Études de Chopin , Op. 10 et 25 pourraient avoir été initialement prévues pour être dans les 24 tons. Hormis les no 7 et 8, la première série (Op. 10) est composée d'études par deux, avec la tonalité majeure et son relatif mineur, aucune des tonalités n'apparaissant deux fois (sauf en do majeur, qui apparaît dans le premier, et dans le seul couple qui n'est pas majeur-mineur, le 7-8). Mais dans la deuxième série (Op. 25), ce schéma tonal s'affaiblit de plus en plus. Il est encore possible de voir des rapports tonaux entre les couples d'études de l'op. 25, mais ils ne reposent pas tous sur le même principe (par ex. no 3 et 4 en fa majeur - la mineur, deux tonalités que Chopin aime très souvent assembler ,comme dans sa deuxième Ballade ). 
On pourrait supposer que Chopin a envisagé d'écrire les études dans toutes les tonalités mais s'est résigné en cours de route, pour  y retourner plus tard, pour les 24 Préludes, op. 28. Un lien peut s'établir entre la première étude de l'opus 10, toute en arpèges, en do majeur, et celle - célébrissime - du clavier bien tempéré, montrant que Chopin avait bien en tête cette tradition. 

## Historique

### Bach et ses précurseurs
On a[Qui ?] longtemps cru que Bach a repris le titre Le clavier bien tempéré d'un ensemble de 24 Préludes et Fugues du même nom, dont on a trouvé un manuscrit daté de 1689 dans la bibliothèque du Conservatoire de Bruxelles. Il fut démontré plus tard qu'il s'agissait en réalité de l'œuvre de Bernhard Christian Weber (1712-1758) donc d'un compositeur qui n'était pas encore né en 1689 : en fait, l'œuvre a été écrite entre 1745 et 1750 à partir de l'œuvre de Bach. 
Cependant Bach n'a pas été le premier compositeur à écrire des cycles de pièces dans toutes les tonalités. 
Dès 1567, Giacomo Gorzanis (c.1520 – c.1577) écrit un cycle de 24  passamezzo – saltarello. [réf. nécessaire]
En 1640, Angelo Michele Bartolotti compose Libro primo di chitarra spagnola, un cycle de passacailles à travers les 24 tonalités majeures et mineures selon le cycle des quintes.  
Johann Caspar Ferdinand Fischer, en 1702, écrit un cycle de 20 pièces d'orgue dans chacune une tonalité différente ; Ariadne musica , incluant aussi des modes grégoriens, mais excluant les tonalités très accidentées (Do# majeur, mib mineur...) 
En 1735, entre les deux cahiers du CBT , Johann Christian Schickhardt écrit son alphabet de la musique, op. 30, qui contient 24 sonates pour flûte, violon ou flûte à bec dans toutes les tonalités. En 1749, un an avant la mort de Bach, Johann Gottlieb Goldberg, l'inspiration des Variations Goldberg de J.-S. Bach, écrivit ses 24 polonaises pour clavier.

### Après Bach
Ce qui suit est une liste incomplète des œuvres de ce type qui ont été écrites après la mort de Bach. 
(Légende: 5C =cycle des quintes)
| Compositeur                         | Oeuvre | Instrument                      | Date                   | Ordre  | Commentaires |
| ----------------------------------- | --- | ------------------------------- | ---------------------- | ------ | --- |
| Étienne Ozi                         | Nouvelle méthode de basson | basson                          | 1787                   |        | Aussi, pour deux bassons, ou contrebasse. |
| Johann Christian Kittel             | 16 Préludes dans toutes les tonalités                                                                                         | orgue                           | ?                      |        | De do à sol, majeur et mineur (œuvre incomplète) |
| Lev Gurilyov                        | 24 Préludes et une Fugue | piano                           | pub. 1810              | 5C     | |
| Muzio Clementi                      | Préludes et exercices dans tous les tons majeurs et mineurs                                                                   | piano                           | 1811                   |        | |
| Philip Seydler (1765–1819)          | XXIV grands Caprices pour une Flûte                                                                                           | flute                           | 1810–12                | 5C     | |
| Johann Nepomuk Hummel               | 24 Préludes, Op. 67 | piano                           | 1815                   | 5C     | La première série dans laquelle les préludes sont composés en tant que tel, et non pour précéder à une fugue ou une autre pièce. Certains préludes ne dépassent pas les cinq mesures |
| Pierre Rode                         | 24 Caprices en forme d'études                                                                                                 | violon solo                     | pub. 1815              | 5C     | |
| Friedrich Kalkbrenner               | 24 Etüden durch alle Tonarten, Op. 20                                                                                         | piano                           | 1816                   |        | |
| Charles Chaulieu                    | 24 petits préludes: dans les tons majeurs et mineurs, Op. 9                                                                   | piano                           | 1820                   |        | |
| Christian Heinrich Rinck            | 30 Préludes dans tous les tons majeurs et mineurs, Op. 55/37–66                                                               | organ                           | before 1821            |        | les 30 Préludes pour orgue s'incluent dans la méthode d'orgue du compositeur Op. 55, comprenant 117 pieces. Ils incluent des tonalités enharmoniques, dont les très rares La# mineur et Do bémol majeur. |
| Christian Heinrich Rinck            | Exercices à deux parties dans tous les tons, Op. 67                                                                           | piano                           | 1821                   |        | inclut une pièce en La# mineur. |
| Ignaz Moscheles                     | 24 Études, Op. 70 | piano                           | 1825–26                |        | |
| Bartolomeo Campagnoli               | 30 Préludes dans 30 tons différents                                                                                           | violon                          | ?                      |        | |
| Friedrich Kalkbrenner               | 24 Préludes, Op. 88 | piano                           | 1827                   |        | |
| Joseph Christoph Kessler            | 24 Études, Op. 20 | piano                           | 1827                   | 5C     | dédié à Hummel. |
| Joseph Christoph Kessler            | 24 Préludes Op. 31 | piano                           | c. 1829                | 5C     | Les 24 Préludes sont publiés en 1835 et dédiés a Chopin, qui 10 ans plus tard, dédie l'édition allemande de ses 24 Préludes, Op. 28 à Kessler. |
| Henri Herz                          | Exercices et préludes, Op. 21                                                                                                 | piano                           | c. 1830                |        | Dédié à Hummel |
| Ignaz Moscheles                     | 50 Préludes, Op. 73 | piano                           | c. 1830                |        | |
| Johann Nepomuk Hummel               | 24 Études, Op. 125 | piano                           | c. 1834                |        | |
| Carl Czerny                         | Grand Exercice dans tous les tons, majeur & mineur, Op. 152                                                                   | piano                           | ?                      |        | |
| Carl Czerny                         | Grand Exercice en tierces dans les 24 tons, Op. 380                                                                           | piano                           | 1836                   |        | |
| Louise Farrenc                      | 30 Études dans tous les tons majeurs et mineurs, Op. 26                                                                       | piano                           | 1837–38                |        | |
| Frédéric Chopin                     | 24 Préludes, Op. 28 | piano                           | 1835–39                | 5C     | Dédiés à Camille Pleyel (édition francaise) et Kessler (édition allemande) |
| Edward Wolff (1816–1880)            | 24 Études en forme de Préludes, Op. 20                                                                                        | piano                           | ?                      |        | Wolff était un ami de Chopin. |
| Ferdinand David                     | Bunte Reihe, Op. 30 | violon et piano                 | c. 1840                |        | Publié en 1851. le cycle set a été arrangé par Franz Liszt pour piano solo en 1850 (S. 484) |
| August Klengel                      | Les Avant-coureurs, 24 canons                                                                                                 | piano                           | 1841                   |        | After la mort de Klengel, Hauptmann publie les 48 Canons et Fugues, en écrivant « qu'il exprima sa propre vision dans la lignée de ce que Bach aurait fait s'il vivait aujourd’hui ». |
| Stefano Golinelli                   | 24 Préludes, Op. 23 | piano                           | 1845                   |        | |
| Caspar Kummer (de)                  | 24 Études mélodiques, Op. 110                                                                                                 | flute solo                      | 1846                   | 5C     | L'étude No. 13 est présentée en 2 versions, Fa# majeur et Solb majeur, idem pour la 14ème. |
| Charles-Valentin Alkan              | 24 Préludes dans tous les tons majeurs et mineurs, Op. 31                                                                     | piano                           | 1847                   |        | |
| Charles-Valentin Alkan              | 12 Études dans tous les tons majeurs, Op. 35                                                                                  | piano                           | 1848                   | 5C     | complétées par les 12 études dans tous les tons majeurs, Op. 39 (1857) |
| Anton Bernhard Fürstenau            | 26 Uebungen (Exercises), Op.107                                                                                               | flute solo                      | ?                      |        | |
| Franz Liszt                         | 12 études d'éxécution transcendentale, S. 139                                                                                 | piano                           | 1826–52                |        | |
| William Sterndale Bennett           | 30 Preludes and Leçons, Op. 33                                                                                                | piano                           | 1851–53                | 5C     | |
| Stephen Heller                      | 24 Préludes, Op. 81 | piano                           | 1853                   | 5C     | |
| Charles-Valentin Alkan              | 12 Études dans tous les tons mineurs                                                                                          | piano                           | 1857                   | 5C     | |
| Carl Czerny                         | 24 Préludes et Fugues, Op. 856                                                                                                | piano                           | 1857                   | 5C     | |
| Giuseppe Concone (1801–61)          | 24 Brilliant Preludes, Op. 37                                                                                                 | piano                           | ?                      |        | |
| Heinrich Wilhelm Stolze (1801–1868) | 24 préludes et fugues | orgue                           | 1861                   |        | élève de Johann Christian Kittel. |
| Charles-Valentin Alkan              | Esquisses Op. 63 | piano                           | 1861                   |        | Consiste en 49 pieces en 4 livres. |
| Adolf Jensen                        | 25 Études, Op. 32 | piano                           | 1866                   | 5C + 1 | un prélude additionnel en do majeur. |
| Ferdinand David                     | Dur und Moll: 25 Etüden, Capricen und Charakterstücke in allen Tonarten, Op. 39                                               | violon solo, ou violon et piano | ?                      |        | |
| Amanda Röntgen-Maier                | 25 Préludes | piano                           | 1869                   |        | Il y a un prélude supplémentaire en fa mineur. |
| Ferruccio Busoni                    | 24 Préludes, Op. 37, BV. 181                                                                                                  | piano                           | Mai 1881               | 5C     | Busoni n'a que 15 ans quand il compose cette œuvre. |
| Adolf von Henselt                   | Préambules dans tous les tons                                                                                                 | piano                           | 1884                   |        | |
| Sébastien Lee                       | 30 Präludien in allen Tonarten, Op. 122                                                                                       | violoncelle solo                | 1885                   |        | |
| Richard Hofmann                     | 32 Special-Etüden, Op. 52 | piano                           | 1886                   |        | |
| Felix Blumenfeld                    | 24 Préludes, Op. 17 | piano                           | 1892                   | 5C     | |
| José Antonio Santesteban            | 24 Préludes, Op. 84 | piano                           | 1892                   |        | |
| Anton Arensky                       | 24 Morceaux caractéristiques, Op. 36                                                                                          | piano                           | 1894                   |        | |
| Alexandre Scriabine                 | 24 Préludes, Op. 11 | piano                           | 1893–95                | 5C     | |
| Max Reger                           | 111 canons dans toutes les tonalités majeures et mineures                                                                     | piano                           | 1895                   |        | |
| August Winding                      | Préludes dans tous les tons, un cycle, op 26                                                                                  | piano                           | ?                      |        | L'œuvre est en 25 parties: 24 préludes, classés par cycle de quartes, et un postlude en do majeur. |
| Richard Hofmann                     | 50 leichte, melodische Studien in der ersten Lage u. in allen Tonarten, Op. 107                                               | piano                           | 1899                   |        | |
| Richard Hofmann                     | 40 melodische Studien in allen Lagen u. Tonarten, Op. 108                                                                     | piano                           | 1899                   |        | |
| Johan Adam Krygell                  | Moll und Dur, 24 preludes et fugues                                                                                           | orgue                           | 1893                   |        | Toutes les tonalités mineures suivies de toutes les tonalités majeures. |
| Josef Rheinberger                   | 20 sonates | orgue                           |                        |        | Oeuvre inachevée, l'objectif initial étant d'en composer 24, une dans chaque ton. |
| César Cui                           | 25 Preludes, Op. 64 | piano                           | 1903                   |        | L'ordre est unique, puisque chaque tonalité majeure est suivie du ton mineur du IIIeme degré (exemple: do majeur, mi mineur) Inclut un 25ème prélude en do majeur. |
| Sergei Lyapunov                     | 12 Études d'exécution transcendante, Op. 11                                                                                   | piano                           | 1897–1905              |        | Complète les tons manquants des douze études de Lizst (en tonalités en bémols et naturelles) |
| Jean-Henri Ravina                   | 100 Préludes dans tous les tons majeurs et mineurs, Op. 110                                                                   | piano                           | ?                      |        | |
| Reinhold Glière                     | 25 Préludes, Op. 30 | piano                           | 1907                   |        | |
| Selim Palmgren                      | 24 Préludes, Op. 17 | piano                           | 1907                   |        | |
| Emil Sjögren                        | Legends: Religious Moods (Swedish: Legender: religiösa stämningar) Op. 46                                                     | orgue                           | 1907                   |        | Basé sur des extraits de ses célèbres improvisations à l'église st john de Stokholm. |
| Richard Hofmann                     | Elementar-Studien für Violine, op. 129                                                                                        | violon solo                     | 1909                   |        | |
| Ludvig Schytte                      | Melodische Vortragsstudien in allen Tonarten, Op. 159                                                                         | piano                           | 1909                   |        | |
| Hans Sitt                           | Dur und Moll: 28 leichte melodische Etüden für Violine (erste Lage) zur Befestigung der Intonation in allen Tonarten, Op. 107 | violon solo                     | 1909                   |        | |
| Sergei Rachmaninoff                 | 24 Préludes, Op. 3/2, 23, 32                                                                                                  | piano                           | 1892–1910              |        | |
| Blas María Colomer                  | 24 Préludes mélodiques | piano                           | 1910                   | 5C     | |
| Hans Huber                          | 24 Préludes et Fugues, Op. 100                                                                                                | Piano à quatre mains            |                        |        | |
| Louis Vierne                        | Vingt-quatre Pièces en style libre, Op. 31                                                                                    | orgue                           | 1913                   |        | |
| Georg Schumann                      | Durch Dur und Moll, Op. 61 | piano                           | 1916                   |        | |
| Walter Niemann                      | 24 Preludes, Op. 55 | piano                           | 1918                   |        | |
| Charles Villiers Stanford           | 24 Préludes, Set I, Op. 163                                                                                                   | piano                           | 1918                   |        | |
| Charles Villiers Stanford           | 24 Préludes, Set II, Op. 179                                                                                                  | piano                           | 1920                   |        | |
| Alexander Wunderer                  | 24 Etüden in allen Tonarten                                                                                                   | haut bois solo                  | pub. 1924              |        | |
| Gustav Struempl (1855–1927)         | 24 Préludes, Op. 16 | piano                           | ?                      |        | |
| Samuel Maykapar                     | Biriulki (Spillikins), Op. 28, 26 pieces                                                                                      | piano                           | 1926                   |        | Cycle de 26 pièces enfantines |
| Louis Vierne                        | Pièces de fantaisie, 4 books, Opp. 51, 53–55                                                                                  | orgue                           | 1926–27                |        | |
| Manuel Ponce                        | 24 Préludes | guitare                         | c. 1929                |        | Douze d'entre elles sont publiées par Andrés Segovia en 1930 |
| François Demierre (1893–1976)       | 24 Préludes dans tous les tons majeurs et mineurs                                                                             | piano                           | 1932                   |        | Organiste et professeur Franco-Suisse |
| Dmitri Chostakovich                 | 24 Préludes, Op. 34 | piano                           | 1932–33                | 5C     | Voir aussi 24Preludes et Fugues, Op. 87 (1950–51). |
| Ivan Wyschnegradsky                 | 24 Préludes dans tous les tons de l'échelle chromatique diatonisée à 13 sons Op. 22                                           | 2 pianos à quart de tons        | 1934 1960              |        | |
| Valery Zhelobinsky                  | 24 Préludes, Op. 20 | piano                           | 1934                   |        | |
| Vsevolod Zaderatski                 | 24 Préludes | piano                           | 1934                   |        | |
| Boris Goltz                         | 24 Préludes, Op. 2 | piano                           | 1934–35                |        | Suit l'ordre des préludes de Chopin |
| Charles Koechlin                    | Quinze vocalises dans tous les tons majeurs Op. 152                                                                           | voix et piano                   | Aout–Sep 1935          |        | |
| Charles Koechlin                    | Quinze vocalises dans tous les tons mineurs, Op.154                                                                           | voix et piano                   | Oct. 1935              |        | |
| Viktor Kosenko                      | 24 pièces pour enfants, Op. 25                                                                                                | Piano                           | 1936                   | 5C     | |
| Vsevolod Zaderatski                 | 24 Préludes et fugues | piano                           | 1937–38                |        | |
| Algernon Ashton                     | 24 quatuors à cordes | quatuor à cordes                | ?                      |        | Le cycle a été perdu, certainement lors des bombardements de la Seconde Guerre mondiale. |
| Roger Sacheverell Coke              | 24 Préludes, Op. 33 et Op. 34                                                                                                 | piano                           | 1938–41                | 5C     | 24 réparties en deux opus |
| David Diamond                       | 52 Préludes et Fugues | piano                           | 1939–42                |        | |
| Joseph Jongen                       | Vingt-quatre petits préludes pour piano dans tous les tons, Op. 116                                                           | piano                           | 1941                   |        | certains ont une version pour orgue. |
| Paul Hindemith                      | Ludus Tonalis, 25 mouvements                                                                                                  | piano                           | 1942                   |        | un prélude, 11 interludes, un postlude, chacun séparés par 12 fugues. |
| Dmitri Kabalevski                   | 24 Préludes, Op. 38 | piano                           | 1943–44                | 5C     | |
| Julius Weismann                     | Der Fugenbaum (The Fugue Tree), 24 Préludes et fugues dans tous les tons, Op. 150                                             | piano                           | 1946                   |        | |
| Matvei Gozenpud                     | 24 Préludes, Op. 53 | piano                           | 1947                   |        | |
| Craig Sellar Lang                   | A miniature 48; deux livres de courts préludes et fugues dans tous les tons Op. 64                                            | piano                           | 1949                   |        | |
| York Bowen                          | 24 Préludes, Op. 102 | piano                           | 1938–50                |        | |
| Dmitri Chostakovich                 | 24 Preludes and Fugues, Op. 87                                                                                                | piano                           | 1950–51                | 5C     | Voir aussi 24 Préludes, Op. 34 (1932–33). Dans les deux cas, Chostakovich suit l'ordre des préludes de Chopin, bien qu'il s'inspire beaucoup de l'œuvre de Bach, et la cite même dans des passages de l'œuvre. |
| Franciszek Zachara                  | Nouveau clavecin bien tempéré                                                                                                 | piano                           | 1950s                  |        | |
| Hans Gál                            | 24 Préludes, Op. 83 | piano                           | 1959–60                |        | |
| Gara Garayev                        | 24 Préludes | piano                           | 1951–63                | 5C     | |
| Mario Castelnuovo-Tedesco           | Les Guitares bien tempérée, 24 préludes et fugues, Op. 199                                                                    | 2 guitares                      | 1962                   |        | |
| Gunnar de Frumerie                  | Circulus Quintus Op. 62, 24 pièces pour piano                                                                                 | piano                           | 1965                   |        | . |
| Richard Cumming                     | 24 Préludes | piano                           | 1966–69                |        | Commandités par John Browning, qui demanda qu'ils soient « les plus difficiles possibles ». Il les enregistre et les donne en concert en 1969. |
| Rodion Chtchedrine                  | 24 Préludes et fugues, en 2 volumes                                                                                           | piano                           | 1964–70                | 5C     | |
| Dmitri Chostakovitch                | 15 quatuor à cordes | quatuor à cordes                | 1938–74                |        | Prévues pour être au nombre de 24, l'œuvre reste inachevée à sa mort. |
| Alan Bush                           | 24 Préludes, Op. 84 | piano                           | 1977                   |        | |
| Hans Gál                            | 24 Fugues, Op. 108 | piano                           | 1979–80                |        | Ecrit comme un cadeau d'anniversaire à lui-même pour ses 90 ans. |
| Hiroshi Hara (1933–2002)            | 24 Préludes & Fugues | piano                           | 1981                   |        | |
| Jaan Rääts                          | 24 Marginalia, Op. 68 | 2 pianos                        | 1982                   |        | |
| Alexander Iakovtchouk (b. 1952)     | 24 Préludes et Fugues | piano                           | 1983                   |        | |
| Alexander Iakovtchouk (b. 1952)     | 24 Préludes et Fugues | piano                           | 1983                   |        | |
| John McLeod (b. 1934)               | douze préludes | piano                           | 1984                   |        | |
| Anthony Burgess                     | The Bad-Tempered Electronic Keyboard                                                                                          | piano                           | Novembre–décembre 1985 |        | Écrits pour les 300 ans de la naissance de Bach |
| Igor Rekhin (b. 1941)               | 24 Préludes et Fugues | guitare                         | 1985–90                |        | |
| Nikolaï Kapoustine                  | 24 Preludes in Jazz Style, Op. 53                                                                                             | piano                           | 1988                   | 5C     | |
| Jaan Rääts                          | 24 préludes estoniens, Op. 80                                                                                                 | piano                           | 1988                   |        | |
| Igor Rekhin (b. 1941)               | 24 Caprices | cello solo                      | 1991                   |        | |
| David Cope                          | The Well-Tempered Disklavier, 48 préludes et fugues                                                                           | piano                           | 1991                   |        | |
| Sergueï Slonimski                   | 24 Préludes et Fugues | piano                           | 1994                   |        | Inspiré à la suite de l'écoute de l'enregistrement de Glenn Gould du Clavier Bien Tempéré, il suit l'organisation de l'œuvre de Bach. |
| Trygve Madsen                       | 24 Préludes et Fugues, Op. 101                                                                                                | piano                           | 1995–96                |        | |
| Howard Blake                        | Lifestyle, Op. 489: 24 pieces                                                                                                 | Piano                           | 1996                   |        | |
| Nikolaï Kapoustine                  | 24 Préludes et Fugues, Op. 82                                                                                                 | piano                           | 1997                   |        | Les tonalités majeures suivent le cycle des quintes dans la direction des bémols, alors que les tonalités mineures tournent dans le même sans mais commencent de l'autre coté du cycle, ce qui a pour effet l'association de tons très éloignés, et d'espacer le plus possible la tonalité majeure de son relatif mineur. |
| Ron Weidberg                        | Voyage to the End of the Millennium: 24 Préludes et Fugues                                                                    | piano                           | 1997–98                |        | |
| Lera Auerbach                       | 24 Préludes, Op. 41 | piano                           | 1999                   |        | |
| Lera Auerbach                       | 24 Préludes, Op. 46 | violon et piano                 | 1999                   |        | |
| Lera Auerbach                       | 24 Préludes, Op. 47 | violoncelle et piano            | 1999                   |        | |
| Niels Viggo Bentzon                 | Det temperede klaver | piano                           | ?                      |        | 14 cycles contenant chacun 24 préludes et fugues Op. 157, 379, 400, 409, 428, 470, 530, 532, 541, 542, 546, 554, 633, 638 |
| Henry Martin (b. 1950)              | 24 Préludes et fugues | piano                           | 1990–2000              |        | |
| John Ramsden Williamson (b. 1929)   | Palindromic Preludes (at least 8 sets of 12), New Preludes                                                                    | piano                           | 1993–2000              |        | |
| Daniel Padrón (b. 1966)             | 24 Nocturnes | piano                           | c. 2002                |        | |
| Rob Peters                          | 24 Préludes, Op. 119 | orgue                           | 2003                   |        | |
| Wim Zwaag (b. 1960)                 | 24 Préludes | piano                           | 2004                   |        | |
| Edward Cowie                        | 24 Préludes | piano                           | 2004–2005              |        | |
| Jeroen van Veen                     | 24 Minimal Preludes, 2 livres                                                                                                 | piano                           | 1999–2006              |        | |
| Mark Alburger                       | Standards: 24 Preludes and Fugues, Op. 162                                                                                    | piano                           | 2008                   |        | |
| Marc-André Hamelin                  | Douze études dans toutes les tonalités mineures                                                                               | piano                           | 1986–2008              |        | |
| Michelle Gorrell                    | Well-Tempered Licks & Grooves: 24 Preludes & Fugues in Jazz Styles                                                            | piano                           | 2010                   |        | |
| Leslie Howard                       | 24 préludes pour piano, Op. 25                                                                                                | piano                           | ?                      |        | Chaque prélude est écrit à la manière d'un compositeur. |
| Shuwen Zhang (b. 1991)              | The 24 Chinese Solar Terms | piano ou clavecin               | 2011–2012              |        | |
| Lawrence Chandler                   | The Tuning of the World | quatuor à cordes                | 2012                   |        | |
| Steven O'Brien                      | 24 Préludes, Op. 2 | piano                           | 2012                   |        | |
| Michael Brough (b. 1960)            | 25 Picture-Preludes for Piano, Op. 19                                                                                         | piano                           | 2013–14                |        | |
| Howard Skempton                     | 24 Préludes et Fugues | piano                           | 2019                   |        | |

## Tonalités
Il y a 12 notes dans une octave, et chacune d'elles peut être la tonique d'une tonalité et majeure et d'une tonalité mineure. Cela donne 24 tonalités possibles. mais chaque note peut être désignée par une autre note enharmonique (qui désigne la même note réelle comme Sol# et Lab ) et chaque tonalité  peut donc être désignée par plusieurs notes enharmoniques (par exemple Sol# mineur et Lab mineur.) 
En pratique, le nom de la tonalité est limité aux 30 tons qui n'ont pas de double dièses ou de double bémols à l'armure. (Ces armures peuvent se trouver en tant que tonalités théoriques qui ne sont presque jamais rencontrées en dehors des exercices théoriques de la musique.). Dans la plupart des cas, les compositeurs choisiront une seule tonalité de chaque enharmonie. Mais on trouve aussi des cycles parcourant les 30 tons, qui  incluent donc toutes les variantes enharmoniques. 
Le tableau ci-dessous présente les choix effectués dans les différentes œuvres répertoriées. Les tons sont dans l'ordre préconisé par Bach. 
|    | Tonalité                   | Armure   | Commentaires |
| -- | -------------------------- | -------- | --- |
| 1  | Do majeur                  |          | |
| 2  | Do mineur                  | 3 bémols | |
| 3  | Soit C# majeur             | 7 dièses | Bach et Alkan choisissent Do# majeur mais la plupart préfèrent Réb. |
| 3  | ou Réb major               | 5 bémols | Bach et Alkan choisissent Do# majeur mais la plupart préfèrent Réb. |
| 4  | Do# mineur                 | 4 bémol  | |
| 5  | Ré majeur                  | 2 dièses | |
| 6  | Ré mineur                  | 1 bémol  | |
| 7  | Mib majeur                 | 3 bémol  | |
| 8  | Soit Ré# mineur            | 6 dièses | La plupart des compositeurs de cycles de 24 pièces choisissent mib mineur, Bach, Lyapunov et Ponce choisissent Ré#                                                                                            |
| 8  | ou Mib mineur              | 6 bémols | La plupart des compositeurs de cycles de 24 pièces choisissent mib mineur, Bach, Lyapunov et Ponce choisissent Ré#                                                                                            |
| 9  | Mi majeur                  | 4 dièses | |
| 10 | Mi mineur                  | 1 dièse  | |
| 11 | Fa majeur                  | 1 bémol  | |
| 12 | Fa mineur                  | 4 bémol  | |
| 13 | Soit Fa # majeur           | 6 dièses | Fa# majeur est le choix de Bach, Hummel, Chopin, Heller, Busoni, Lyapunov, Arensky, Blumenfeld, Ponce et Shostakovich. Solb majeur préféré par Alkan, Rachmaninoff, Scriabin, Shchedrin, Stanford et Winding. |
| 13 | ou Sol bémol majeur        | 6 bémol  | Fa# majeur est le choix de Bach, Hummel, Chopin, Heller, Busoni, Lyapunov, Arensky, Blumenfeld, Ponce et Shostakovich. Solb majeur préféré par Alkan, Rachmaninoff, Scriabin, Shchedrin, Stanford et Winding. |
| 14 | Fa# mineur                 | 3 dièses | |
| 15 | Sol majeur                 | 1 dièse  | |
| 16 | sol mineur                 | 2 bémols | |
| 17 | Lab majeur                 | 4 bémols | |
| 18 | soit Sol# mineur           | 5 dièses | Alkan et Brahms écrivent des pièces en Lab, mais la plupart des compositeurs préfèrent sol# mineur |
| 18 | ou La bémol mineur         | 7 bémols | Alkan et Brahms écrivent des pièces en Lab, mais la plupart des compositeurs préfèrent sol# mineur |
| 19 | La majeur                  | 3 dièse  | |
| 20 | la mineur                  |          | |
| 21 | Sib majeur                 | 2 bémols | |
| 22 | Soit Si bémol mineur minor | 5 bémol  | peu de cycles connus incluent La# mineur. Deux exemples cependant :30 Preludes pour violon de Bartolomeo Campagnoli                                                                                           |
| 22 | ou la #mineur              | 7 dièses | peu de cycles connus incluent La# mineur. Deux exemples cependant :30 Preludes pour violon de Bartolomeo Campagnoli                                                                                           |
| 23 | Soit Si majeur             | 5 Dièses | peu de cycles connus incluent Do bémol majeur que le ton est quelquefois utilisé, particulièrement pour la harpe, qui correspond bien à ce ton.                                                               |
| 23 | ou Do bémol majeur         | 7 bémols | peu de cycles connus incluent Do bémol majeur que le ton est quelquefois utilisé, particulièrement pour la harpe, qui correspond bien à ce ton.                                                               |
| 24 | Si mineur                  | 2 dièses | |